# Шливанчанин, Йован
Йован Шливанчанин (черног. Јован Шљиванчанин / Jovan Šljivančanin, 8 марта 1994, Союзная Республика Югославия) — черногорский футболист, нападающий. В настоящее время выступает за «Рудар».

## Карьера
Йован начал свою карьеру в футбольном клубе «Рудар». Дебют в основе команды состоялся 28 мая 2011 года в матче против Бара. Йован отыграл его полностью без замен. Итоговый счёт 2:2. Всего в первой лиге сыграл 25 матчей.
В розыгрыше кубка Черногории провёл на поле всего 12 минут. 2 ноября 2011 года в матче 1/4 финала против Могрена Шливанчанин на 78-й минуте вошёл в игру, заменив Блажо Игумановича. Больше на поле в кубке не выходил.
Йован вместе с Рударом принимал участие в лиге Европы 2011/2012. Во втором раунде Рудар встречался с австрийской Аустрией. Шливанчанин вышел на поле в домашнем матче на 81-й минуте, заменив Блажо Игумановича. Однако Рудар потерпел поражение со счётом 0:2 и 0:5 по сумме двух матчей.